# Juniperus bregeonii
Juniperus bregeonii là một loài thực vật hạt trần trong họ Cupressaceae. Loài này được Regel mô tả khoa học đầu tiên năm 1858.